# Science-Fiction-Jahr 1927
Übersicht

◄◄ | ◄ | 1923 | 1924 | 1925 | 1926 | Science-Fiction-Jahr 1927 | 1928 | 1929 | 1930 | 1931 | ► | ►►

Weitere Ereignisse

## Neuerscheinungen Filme
| Deutscher Titel      | Deutschsprachiges Erscheinungsjahr | Originaltitel            | Regie               | Anmerkungen                                                                    |
| -------------------- | ---------------------------------- | ------------------------ | ------------------- | ------------------------------------------------------------------------------ |
| Metropolis           | –                                  | –                        | Fritz Lang          | wurde als erster Film überhaupt ins Weltdokumentenerbe der UNESCO aufgenommen. |
| Die Welt ohne Waffen | –                                  | –                        | Gernot Bock-Stieber |                                                                                |
|                      |                                    | Sur un air de Charleston | Jean Renoir         |                                                                                |

## Geboren
- Donald R. Bensen († 1997)
- Gerhard Branstner († 2008)
- François Bucher († 1999)
- Martin Caidin († 1997)
- Peter Dickinson († 2015)
- Ljuben Dilow († 2008)
- Wolfgang Ecke († 1983)
- David Ely
- Herbert W. Franke († 2022)
- Randall Garrett († 1987)
- Richard E. Geis († 2013)
- Arthur Herzog († 2010)
- David Ireland († 2022)
- Daniel Keyes († 2014)
- Darrel T. Langart, Pseudonym von Randall Garrett († 1987)
- Oliver Lange († 2013)
- Sterling E. Lanier († 2007)
- Robert Ludlum († 2001)
- Eva Maria Mudrich († 2006)
- Kit Pedler († 1981)
- Don Pendleton († 1995)
- Jacquelyn Whitney Trimble
- Roberto Vacca

## Gestorben
- Michael Georg Conrad (* 1846)
- Heinrich Driesmans (* 1863)
- Eduard von der Hellen (* 1863)
- Marie Ille (* 1855)
- Johannes Kaltenboeck (* 1853)
- William Le Queux (* 1864)
- Ernst Moser (* 1863)
- Ernst Müller-Holm (* 1861)
- Gertrud Wertheim (* 1867)